# Alpha-bloquant
Les alpha-bloquants (ou alphabloquants) sont un groupe de médicaments qui bloquent les récepteurs alpha-adrénergiques, principalement situés au niveau des artères et des muscles lisses. Ils inhibent les neurotransmetteurs de la famille des catécholamines, notamment l'adrénaline et la noradrénaline.
Ces médicaments sont utilisés pour traiter les symptômes de l'hypertrophie bénigne de la prostate et en tant qu'anti-hypertenseur dans l'hypertension artérielle. Ils peuvent être utilisés pour améliorer les symptômes de la maladie de Raynaud.

## Indications

### Hypertrophie bénigne de la prostate
Les alpha1-bloquants ciblant particulièrement les récepteurs alpha1-adrénergiques, sont utilisés dans le traitement des troubles de la prostate où ils permettent de détendre les muscles (vessie, prostate), favorisant ainsi la miction.

### Antihypertenseurs
Les alpha-bloquants sont utilisés pour diminuer la tension artérielle.
Ils sont généralement utilisés en dernière intention, après échecs d'autres antihypertenseurs comme les inhibiteurs de l'enzyme de conversion ou les bêtabloquants. Ils peuvent également être utilisés en cas d'urgence hypertensive.

## Précautions d'emploi

### Effets secondaires
Ils peuvent réduire la tension artérielle, provoquer une hypotension orthostatique avec vertige au début du traitement, une tachycardie et des palpitations d'origine réflexe.

## Exemples

### α1-bloquants sélectifs (antihypertenseurs)
- la prazosine,
- la térazosine,
- l'urapidil.

### Utilisés dans le traitement de l’hypertrophie bénigne de la prostate
- l'alfuzosine,
- la doxazosine,
- la tamsulosine,
- la térazosine,
- la silodosine.